# Tropidophorus
Tropidophorus – rodzaj jaszczurek z podrodziny Sphenomorphinae w rodzinie scynkowatych (Scincidae).

## Zasięg występowania
Rodzaj obejmuje gatunki występujące w Bangladeszu, Indiach, Indonezji, Malezji, Brunei, Chinach, Mjanmie, Wietnamie, Kambodży, Laosie, Tajlandii i na Filipinach.

## Systematyka

### Etymologia
Tropidophorus: gr. τροπις tropis, τροπιδος tropidos „kil statku”; -φορος -phoros „-dźwigający”, od φερω pherō „nosić”.

### Podział systematyczny
Do rodzaju należą następujące gatunki:

- Tropidophorus assamensis Annandale, 1912
- Tropidophorus baconi Hikida, Riyanto & Ota, 2003
- Tropidophorus baviensis Bourret, 1939
- Tropidophorus beccarii Peters, 1871
- Tropidophorus berdmorei (Blyth, 1853)
- Tropidophorus boehmei Nguyen, Nguyen, Schmitz, Orlov & Ziegler, 2010
- Tropidophorus brookei (Gray, 1845)
- Tropidophorus cocincinensis Duméril & Bibron, 1839
- Tropidophorus davaoensis Bacon, 1980
- Tropidophorus grayi Günther, 1861
- Tropidophorus guangxiensis Wen, 1992
- Tropidophorus hainanus Smith, 1923
- Tropidophorus hangnam Chuaynkern, Nabhitabhata, Inthara, Kamsook & Somsri, 2005
- Tropidophorus iniquus Lidth de Jeude, 1905
- Tropidophorus kouzhitongi Wang, Li, Deepak, Phimmachak, Grosjean, Vidal, Fu, Wang, Shen, Stuart & Che, 2025
- Tropidophorus laotus Smith, 1923
- Tropidophorus latiscutatus Hikida, Orlov, Nabhitabhata & Ota, 2002
- Tropidophorus matsuii Hikida, Orlov, Nabhitabhata & Ota, 2002
- Tropidophorus microlepis Günther, 1861
- Tropidophorus micropus Lidth de Jeude, 1905
- Tropidophorus misaminius Stejneger, 1908
- Tropidophorus mocquardii Boulenger, 1895
- Tropidophorus murphyi Hikida, Orlov, Nabhitabhata & Ota, 2002
- Tropidophorus noggei Ziegler, Thanh & Thanh, 2005
- Tropidophorus partelloi Stejneger, 1910
- Tropidophorus perplexus Barbour, 1921
- Tropidophorus robinsoni Smith, 1919
- Tropidophorus sebi Pui, Karin, Bauer & Das, 2017
- Tropidophorus sinicus Boettger, 1886
- Tropidophorus thai Smith, 1919
- Tropidophorus vongx Wang, Li, Mu, Xu & Che, 2024